# Паданы
Па́даны (карел. Puatane) — село в Медвежьегорском районе Республики Карелия Российской Федерации. Административный центр Паданского сельского поселения.

## География и климат
Село расположено на берегу залива в западной части озера Сегозеро, близ устья реки Лужма, в 92 км по автодороге от Медвежьегорска.
В селе Паданы климат холодно-умеренный. Значительно количество осадков в течение года, даже в сухие месяцы. По классификации климатов Кёппена — субарктический климат (индекс Dfc) с постоянным увлажнением в течение года. По классификации климатов Алисова — внутриконтинентальный умеренный климат.
| Показатель                                                                     | Янв.  | Фев.  | Март | Апр.  | Май   | Июнь | Июль | Авг. | Сен. | Окт.  | Нояб. | Дек.  | Год   |
| ------------------------------------------------------------------------------ | ----- | ----- | ---- | ----- | ----- | ---- | ---- | ---- | ---- | ----- | ----- | ----- | ----- |
| Абсолютный максимум, °C                                                        | 7,4   | 6,5   | 13,5 | 21,2  | 30,8  | 33,8 | 32,4 | 31,1 | 24,9 | 18,6  | 10,9  | 7,3   | 33,8  |
| Средний суточный максимум, °C                                                  | −6,3  | −6,2  | −0,9 | 5,2   | 12,1  | 17,5 | 20,6 | 18,4 | 12,7 | 5,6   | −0,1  | −3,8  | 6,2   |
| Средняя температура, °C                                                        | −9,4  | −9,5  | −4,8 | 1     | 7,3   | 13,1 | 16,5 | 14,7 | 9,7  | 3,4   | −2,1  | −6,2  | 2,7   |
| Средний суточный минимум, °C                                                   | −12,9 | −13,3 | −9   | −3    | 3,1   | 9,1  | 12,9 | 11,4 | 7    | 1,5   | −4,3  | −9    | −0,5  |
| Абсолютный минимум, °C                                                         | −40,7 | −40,1 | −34  | −24,7 | −12,7 | −1   | 3,2  | 1    | −3,7 | −12,9 | −29,6 | −36,2 | −40,7 |
| Норма осадков, мм                                                              | 36    | 30    | 28   | 26    | 46    | 63   | 76   | 66   | 62   | 55    | 42    | 40    | 570   |
| Источник: Погода и Климат. www.pogodaiklimat.ru. Дата обращения: 10 июня 2023. |       |       |      |       |       |      |      |      |      |       |       |       |       |

## Население
| 1939 | 2002  | 2009  | 2010 | 2013 |
| ---- | ----- | ----- | ---- | ---- |
| 1311 | ↘1194 | ↘1158 | ↘937 | ↘800 |

Основную часть населения села составляют карелы (45 %) и русские (41 %, 2002 год).

## История
Первые письменные упоминания о Никольском Паданском погосте в составе Лопских погостов относятся к XVI веку.
С 1775 года — пригород Паданск. С 1777 года — уездный город. Ввиду отдаленности Паданска уездные учреждения в нём не образовывались. С 1782 года упразднен, переведен в разряд Паданской слободы в составе Повенецкого уезда Олонецкой провинции, позже — Олонецкой губернии. С 1920 года село Паданы включено в состав Богоявленской волости Петрозаводского уезда Карельской Трудовой Коммуны. В июле 1923 года Паданы входят в состав Сегозерской волости Карельской АССР. В январе 1922 года через Паданы прошёл Поход в Киимаярви. В 1923 году из приграничных карельских волостей Петрозаводского уезда был создан Паданский район с центром в Паданах, с сентября 1923 года по август 1927 года село Паданы — центр Паданского уезда Карельской АССР. В августе 1927 года уезд преобразован в Сегозерский район с административным центром в селе Паданы. В конце 1920-х годов действовало Паданское бюро краеведения. В 1956 году Сегозерский район упразднен, село Паданы передано в состав Медвежьегорского района.

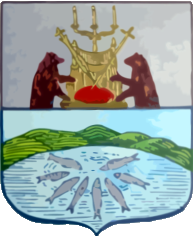
Герб Паданска

Герб Паданска («герб Подонской округи») утвержден 16 августа 1781 года.
В верхней половине щита герб новгородский, в нижней части «в озере собрание рыбы сигов, каковых в самом деле в озере, на котором город построен, находится весьма изобильно».
Решением Совета Паданского сельского поселения от 23 июля 2018 г. утвержден новый герб, в целом повторяющий нижнюю часть исторического герба.

## Культура
Организованный в 1935 году, действует известный в Карелии творческий коллектив — Сегозерский народный хор имени Г. В. Савицкого.
Действует этнокультурный центр «Сеесъярви».

## Промышленность, занятость населения
В 1910—1922 годах действовал Паданский лесопильный завод.
В 1929 году было создано государственное предприятие по заготовке и обработке древесины — Паданский леспромхоз, преобразованное в 2000-е годы в открытое акционерное общество «Паданы».
Работает Государственное учреждение «Паданский психоневрологический интернат». (с 18 мая 2008 года — филиал ГСУ СО «Медвежьегорский психоневрологический интернат»).
В 1999 году около села построен Сеесъярвский мачтопропиточный завод, после пожара 2014 г. модернизирован.

## Памятники истории
- Братская могила советских воинов и партизан, погибших в годы Великой Отечественной войны 1941—1945 гг[13]. В Братской могиле захоронено 200 советских воинов и партизан. Среди них — командир 1-й партизанской бригады И. А. Григорьев (1902—1942) и командир партизанского отряда «Мстители» А. И. Попов (1914—1942). В 2001 году на территории братской могилы был сооружён мемориальный комплекс[14].
- Место боя партизанского отряда «Вперёд» с фашистскими захватчиками (октябрь 1941 г.)
- Место подвига рядового А. И. Фанягина (1920—1943), закрывшего своей грудью амбразуру вражеского дота[15].
- Братская могила советских лётчиков, членов экипажа бомбардировщика СБ 55-й авиадивизии Северного фронта на поселковом кладбище[16]. Экипаж погиб при выполнении боевого задания 1 августа 1941 года[14].

## Достопримечательности
- Мемориальный комплекс чемпиона зимних Олимпийских игр 1956 года по лыжным гонкам Фёдора Терентьева.

## Известные уроженцы
- Громов, Павел Петрович (1914—1982) — поэт, литературовед.
- Терентьев, Фёдор Михайлович — советский лыжник, двукратный призёр Олимпийских игр.
- Меккелев, Евгений Ильич — советский железнодорожник, Герой Социалистического Труда.
- Григорьев, Иван Антонович (1902—1942) — один из руководителей партизанского движения в Карело-Финской ССР, кавалер ордена Ленина и ордена Красной Звезды. Именем И. А. Григорьева названа улица в селе, а также паданская сельская школа им. И.А. Григорьева.
- Вакулькин, Тимофей Фёдорович (1910—1977) — советский государственный деятель, секретарь Президиума Верховного Совета Карело-Финской ССР.
- Денисов, Захар Васильевич (1902—1938) — советский партийный и государственный деятель, член ЦИК Автономной Карельской ССР.

## Улицы села
- ул. Болотная
- ул. Больничная
- ул. Гористая
- ул. Гормозерская
- ул. Григорьева
- ул. Зелёная
- ул. Каменистая
- ул. Карельская
- ул. Колхозная
- ул. Коммунистов
- ул. Комсомольская
- ул. Ленина
- ул. Лесная
- ул. Меккелева
- ул. Молодёжная
- ул. Набережная
- ул. Октябрьская
- ул. Первомайская
- ул. Пионерская
- ул. Подгорная
- ул. Садовая
- ул. Свердлова
- ул. Северная
- ул. Советская
- ул. Сплавная
- ул. Студенческая
- ул. Центральная

## Фотографии

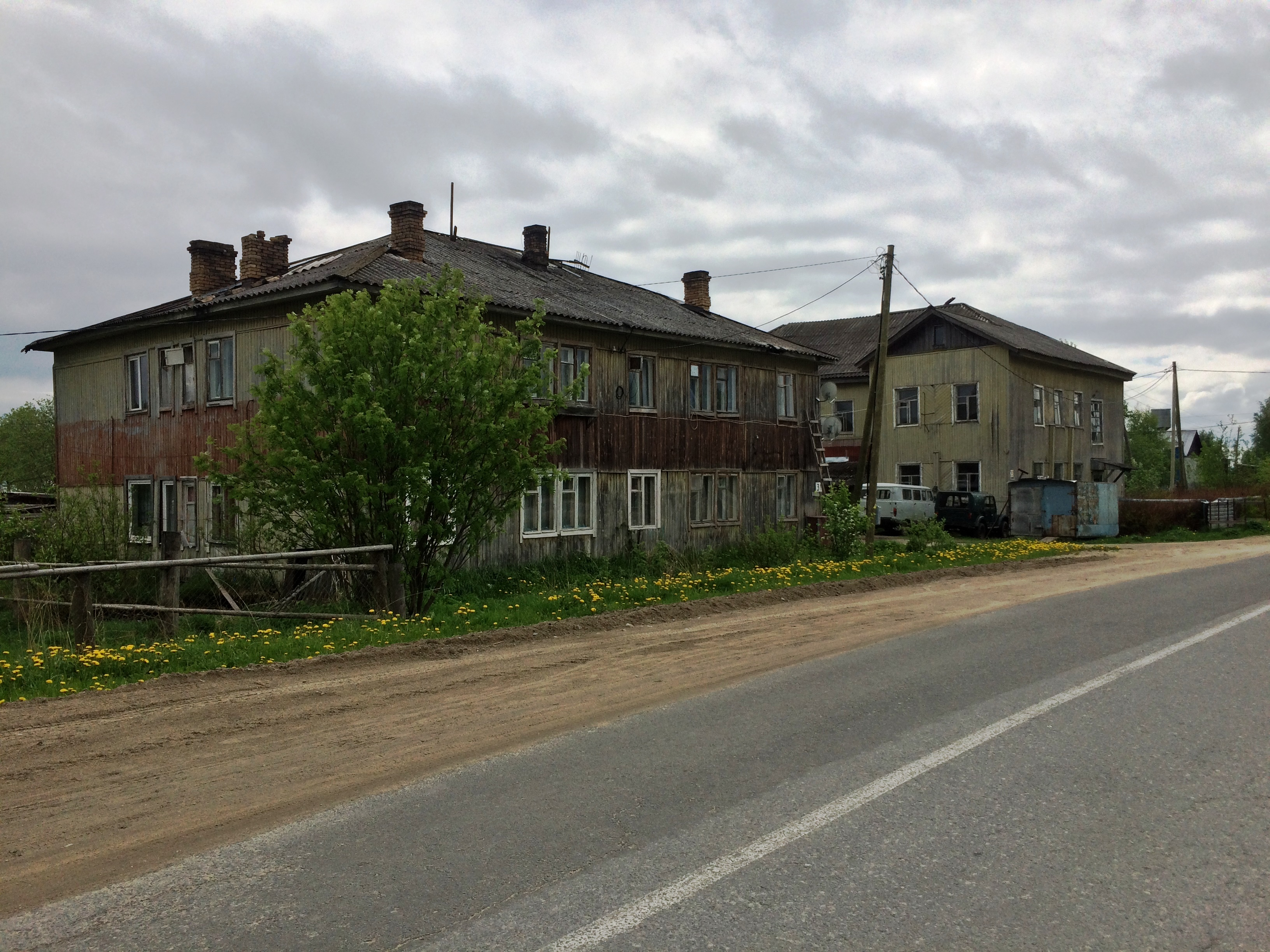
Жилые дома